# Dan Air (Румунія)
Dan Air — румунська бюджетна авіакомпанія зі штаб-квартирою в Бухаресті. Вона виконувала чартерні рейси та рейси з мокрою орендою на власних літаках для різних інших авіакомпаній, а в червні 2023 року розпочала регулярні пасажирські рейси під власним брендом

## Історія
Авіакомпанію було засновано на початку 2018 року під назвою Just Us Air, а наприкінці 2021 року перейменовано під поточну назву.
Компанія почала регулярні пасажирські рейси під власним брендом у червні 2023 року з міжнародного аеропорту імені Анрі Коанди в Бухаресті, Румунія, та з нового аеропорту в Брашові. Він літатиме в основному до напрямків Західної Європи, а також до Лівану.

## Напрямки
Dan Air виконує регулярні рейси, починаючи з 15 червня 2023 року, за наступними напрямками:
| Країна                | Місто     | Аеропорт         | Примітки |
| --------------------- | --------- | ---------------- | -------- |
| Бельгія               | Брюссель  | Брюссель         |          |
| Німеччина             |           |                  |          |
| Мюнхен                | Мюнхен    |                  |          |
| Нюрнберг              | Нюрнберг  |                  |          |
| Штутгарт              | Штутгарт  |                  |          |
| Румунія               | Брашов    | Брашов           |          |
| Румунія               | Бухарест  | Бухарест-Отопені |          |
| Італія                | Рим       | Рим-Ф'юмічіно    |          |
| Іспанія               | Барселона | Барселона        |          |
| Іспанія               | Мадрид    | Мадрид-Барахас   |          |
| Іспанія               | Валенсія  | Валенсія         |          |
| Об'єднане Королівство | Лондон    | Лондон-Гатвік    |          |

## Флот
Станом на березень 2023 року флот Dan Air складався з таких літаків:
| Літак           | На обслуговуванні | Замовлення | Пасажири | Примітки             |
| --------------- | ----------------- | ---------- | -------- | -------------------- |
| Airbus A319-100 | 1                 | —          | 144      | У лізингу Air Serbia |
| Airbus A320-200 | 3                 | —          | 180      | 1 зберігається       |
| Всього          | 4                 |            |          |                      |

У минулому компанія також експлуатувала додаткові Airbus A320-200 і Airbus A321-200.